# Uniów
Uniów (ukr. Унів) – wieś w rejonie lwowskim obwodu lwowskiego Ukrainy, ważny greckokatolicki ośrodek monastyczny i drukarski zakonu studytów.

## Położenie
Na podstawie Słownika geograficznego Królestwa Polskiego i innych krajów słowiańskich: Uniów to wieś w powiecie przemyślańskim, 7 km od sądu powiatowego i urzędu pocztowego w Przemyślanach.

## Historia
W II Rzeczypospolitej wieś w powiecie przemyślańskim województwa tarnopolskiego. W 1921 wieś liczyła 190 zagród i 1115 mieszkańców, w tym 896 Ukraińców, 140 Polaków i 79 Żydów. W 1931 zagród było 215 a mieszkańców 1284.
W 1944 r. nacjonaliści ukraińscy z OUN-UPA zamordowali tutaj 23 Polaków i 1 Ukraińca ożenionego z Polką.
W czasie okupacji niemieckiej greckokatoliccy duchowni z zakonu studytów ukrywali w prowadzonych przez siebie sierocińcach żydowskie dzieci. W Uniowskiej Lawrze ukrywano m.in. Adama Daniela Rotfelda. Za tę działalność Instytut Jad Waszem uhonorował po wojnie tytułami Sprawiedliwych wśród Narodów Świata archimandrytę Klemensa Szeptyckiego, hieromnicha Danyła Tymczynę i ks. Marka Steka. Niezależnie od studytów Żydów w Uniowie ukrywało ukraińskie małżeństwo nauczycieli, Mykoła i Marija Diukowie (ukrywali m.in. Roalda Hoffmanna).

## Zabytki
- Ławra Uniowska

## Ludzie
- Franciszek Ksawery Wierzchleyski, w 1856 przyjechał do Lwowa z Uniowa[10]